# Luka (Sigetski kotar, Mađarska)
Luka (mađ. Magyarlukafa) je selo u južnoj Mađarskoj.
Zauzima površinu od 12,97 km četvornih.

## Zemljopisni položaj
Nalazi se na 46° 10' sjeverne zemljopisne širine i 17° 46' istočne zemljopisne dužine, nekoliko kilometara istočno i južno od županijske granice sa (Šomođskom županijom). Vásárosbéc je oko 1,5 km sjeverozapadno, Gospojinci su 6 km sjeveroistočno, Laslov je 5,5 km istočno, Suliman je 4 km jugoistočno, Vislovo je 4 km južno, Somogyhatvan je 6 km jugozapadno. Rašađ je 100 m jugoistočno.
Sjeverno od sela se nalazi zaštićeni krajolik Želic.

## Upravna organizacija
Upravno pripada Sigetskoj mikroregiji u Baranjskoj županiji. Poštanski broj je 7925.

## Povijest
1236. se spominje kao Luca, 1395. kao Lucafalwa, 1408. kao Lukafalwa, i još kao Lukafa.

## Stanovništvo
Luka ima 99 stanovnika (2001.). Mađari čine 90%, Romi 10%. Rimokatolika je preko dvije trećine, kalvinista je preko 5%, a nepoznate ili neizjašnjene vjere je 17%.

## Vanjske poveznice
- (mađ.) Magyarlukafa Önkormányzatának honlapja
- (mađ.) Magyarlukafa a Vendégvárón  Arhivirana inačica izvorne stranice od 24. veljače 2005. (Wayback Machine)
- Luka na fallingrain.com